# ITF Junior Tour

Logo der ITF

Die ITF Junior Tour (auch ITF Junior Circuit und seit 2019 ITF World Tennis Tour Juniors genannt) ist eine von der International Tennis Federation (ITF) organisierte Tennis-Turnierserie für männliche und weibliche Junioren, die unter 18 Jahren alt sind. Die Turnierserie soll jungen Spielern die Möglichkeit geben zu reisen und ihr Talent weiterzuentwickeln, um später an Profiturnieren teilzunehmen.

## Geschichte
Die Serie wurde 1977 ins Leben gerufen und bestand in seinem Premierenjahr aus sieben Turnieren. Mittlerweile besteht die Turnierserie aus über 650 Turnieren in 140 Ländern. Einige erfolgreiche Jugendspieler wie Ivan Lendl, Pat Cash, Gabriela Sabatini, Martina Hingis, Marcelo Ríos, Andy Roddick, Amélie Mauresmo, Roger Federer wurden später auch zur Nummer 1 bei den Profis.
Wie die ATP und WTA hat auch die Junior Tour eine Weltrangliste und krönt Ende jedes Jahres einen Weltmeister. Von 1982 bis 2003 gab es noch jeweils einen Weltmeister im Einzel und Doppel, ab 2004 wurden die Ergebnisse zu einer Rangliste zusammengeführt und nur ein Jahresbester pro Geschlecht gekürt.
1997 wurde von der ITF das Junior Exempt Project gestartet, um jungen Spielerinnen de Einstieg in Profiturniere zu erleichtern. Mit dem Exempt-Status konnten Top-10-Spielerinnen der Junioren Wildcards für die ITF Women’s World Tennis Tour erhalten. Die Anzahl und Auswahl der Turniere war dabei abhängig von der Platzierung der Spielerin. 2007 wurde das Projekt auch um die männlichen Spieler erweitert. Seit 2018 reservieren M15-Turniere der ITF Pro Circuit Plätze im Hauptfeld für Top-Junioren.

## Spielberechtigung
Junioren dürfen geschlechtsübergreifend ab dem 13. Geburtstag an Turnieren der Tour teilnehmen. Als Ende der Spielberechtigung gilt das Jahr, in dem die Person das 19. Lebensjahr beginnt, das heißt eine Person, die im Januar 18 Jahre alt wird, bleibt bis zum Jahresende spielberechtigt.

## Turnierkategorien und Punktevergabe
Wie die Turnierreihen der Profiebene sind die Turniere in verschiedene Kategorie eingeteilt. Die höchste Kategorie besteht aus Grand-Slam-Turnieren und den olympischen Jugendspielen, die alle vier Jahre stattfinden, gefolgt von den ITF Junior Masters, die genau wie die ATP Finals oder die WTA Championships funktioniert und die acht besten Spieler des Jahres einlädt. Die fünf Grade-A-Turniere sind äquivalent zu den ATP Masters 1000 und WTA Premier Mandatory angelegt und geben halb so viele Punkte wie die Grand-Slam-Turniere. In chronologischer Reihenfolge sind das die Porto Alegre Junior Championships, die Trofeo Bonfiglio, der Osaka Mayor’s Cup, das Abierto Juvenil Mexicano und der Orange Bowl. Letzterer galt lange Zeit als inoffizielle Junioren-Weltmeisterschaft. Allen übrigen Turniere werden die Klassifikationen 1 bis 5 zugeteilt – die Bezeichnungen B1 bis B3 beziehen sich dabei auf regionale Turniere.
Im Jahr 2018 wurde die Punktevergabe verändert. Es wurden Turniere der höheren Kategorien mehr gewichtet. Außerdem wurde ein Weiterkommen in spätere Turnierrunden unabhängig von der Turnierkategorie mit mehr Punkten honoriert. Die Olympischen Spiele, die Grand-Slam-Turniere und das Masters wurden höher als die Grade-A-Turniere kategorisiert, die vorher die höchste Turnierserie war. Zuletzt wurden die regionalen B-Turniere den Turnieren der Grade 1 bis 3 angeglichen, die vorher verschieden viele Punkte vergeben haben.
Die Rangliste kombiniert Einzel- und Doppelergebnisse, wobei letztere nur zu einem Faktor von 25 % gewertet wird. Zudem zählen nur die jeweils besten sechs Ergebnisse im Einzel und Doppel fürs Ranking.
| Turnierkategorie 1 | S    | F   | HF   | VF   | AF  | R32 |
| ------------------ | ---- | --- | ---- | ---- | --- | --- |
| Grand Slam         | 1000 | 700 | 490  | 300  | 180 | 90  |
| Olympia            | 1000 | 700 | 490  | 300  | 180 | 90  |
| Masters 2          | 750  | 450 | 250+ | 150+ | –   | –   |
| J500 (JA)          | 500  | 350 | 250  | 150  | 90  | 45  |
| J300 (J1)          | 300  | 210 | 140  | 100  | 60  | 30  |
| J200 (J2)          | 200  | 140 | 100  | 60   | 36  | 18  |
| J100 (J3)          | 100  | 60  | 36   | 20   | 10  | 5   |
| J60 (J4)           | 60   | 36  | 18   | 10   | 5   | –   |
| J30 (J5)           | 30   | 18  | 9    | 5    | 2   | –   |

| Turnierkategorie 1 | S   | F   | HF  | VF  | AF  | R32 |
| ------------------ | --- | --- | --- | --- | --- | --- |
| Grand Slam         | 750 | 525 | 367 | 225 | 135 | –   |
| Olympia            | 750 | 525 | 367 | 225 | 135 | –   |
| J500 (JA)          | 375 | 262 | 187 | 112 | 67  | –   |
| J300 (J1)          | 225 | 157 | 105 | 67  | 45  | –   |
| J200 (J2)          | 150 | 105 | 75  | 45  | 27  | –   |
| J100 (J3)          | 75  | 45  | 27  | 15  | 7   | –   |
| J60 (J4)           | 45  | 27  | 14  | 7   | –   | –   |
| J30 (J5)           | 25  | 13  | 6   | 3   | –   | –   |

## Preisgeld
Es werden keine Preisgelder für Turniere der Junioren ausgeschüttet. Es gibt aber im Zuge des 1986 ins Leben gerufenen Grand Slam player development programme für junge Spieler die Möglichkeit sich sogenannte Grants zu verdienen. Empfänger von diesen können sich zwischen 12.500 und 50.000 US-Dollar der durch den Tennissport verbundenen Kosten erstatten lassen. Die Erteilung der Grants erfolgt unter den Gesichtspunkten von Alter, Leistung und der Entwicklung des Tennissports in einer bestimmten Region. 2023 erhielten 51 Spielerinnen und Spieler Grants.